# Le Maître de la Sierra
Le Maître de la Sierra est la treizième histoire de la série Jerry Spring de Jijé. Elle est publiée pour la première fois dans les numéros 1138 à 1168 du journal Spirou, puis sous forme d'album en 1962. Bien qu'il ne soit crédité ni sur la couverture ni sur la page de titre, Philip est le scénariste (ou le « donneur d'idées ») de cet épisode. Brisant l'illusion diégétique, le dessinateur glisse une allusion à sa collaboration scénaristique avec son fils lorsque, à la planche 4, il fait dire à Jerry Spring, se parlant à lui-même : « J'aurais bien pris le bateau à Houston, comme le scénariste l'a conseillé, mais par la route, j'espère retrouver Pancho. Il me sera très utile dans cette affaire… ».

## Univers

### Synopsis
Jerry Spring est engagé par un avocat de New York, Ray Parker, qui représente George Harrison, un milliardaire. Cet homme voudrait, avant de mourir, retrouver son petit-fils, Teddy Harrison,  qui a disparu avec ses parents au Mexique lors d'une révolution. Les parents furent tués, mais l'enfant fut enlevé. Aujourd'hui, cet enfant aurait 25 ans et le vieil Harrison voudrait pouvoir lui léguer sa fortune au lieu de tout laisser à son débauché de neveu, Ruthman.
Spring accepte la mission et en compagnie de Pancho, il se rend au Mexique. Mais là, les deux hommes vont croiser la route d'un "bandido" réputé au Mexique : El Tigre !!!

## Sources
http://www.sceneario.com/bande-dessinee/JERRY+SPRING+10-Le+ma%C3%AEtre+de+la+sierra-8864.html